# تپه رباط عشق
تپه رباط عشق مربوط به پیش از دوران‌های تاریخی پس از اسلام است و در شهرستان جاجرم، روستای رباط عشق واقع شده و این اثر در تاریخ ۳ بهمن ۱۳۵۶ با شمارهٔ ثبت ۱۵۸۷ به‌عنوان یکی از آثار ملی ایران به ثبت رسیده است.